# Tricentrus minuticornis
Tricentrus minuticornis är en insektsart som beskrevs av Kato 1928. Tricentrus minuticornis ingår i släktet Tricentrus och familjen hornstritar. Inga underarter finns listade i Catalogue of Life.